# Mutsu Mizuho
Mutsu Mizuho (jap. 陸奥 瑞穂, auch als Mutsu Zuiho gelesen; * 1898; † 1970) bzw. Takada Mizuho (高田 瑞穂) war ein japanischer Kampfkunstexperte des Karate. Er war ein Schüler von Gichin Funakoshi (Gründer des Shotokan Karate) und kam am 18. August 1933, begleitet von Kamesuke Higashionna, nach Hawaii. Mutsu Mizuho ist ein Gründungsmitglied des Hawaii Karate Seinenkai in Hawaii.